# Biskupství
Biskupství je synonymum pro církevní správní obvod diecézi (eparchii ve východním křesťanství), v římskokatolické církvi také označení pro sídlo (budovu) či úřad biskupa. Odlišujeme biskupství, k němuž přísluší diecéze a které tedy spojuje titul biskupa s konkrétním úřadem spravujícím diecézi, a tzv. titulární biskupství, ke kterému žádná diecéze (a tudíž ani ji spravující příslušný úřad) nepřísluší. Obdobně arcibiskupství odpovídá úřadu arcibiskupa.

## Biskupství a arcibiskupství v Česku

### Římskokatolická církev

#### Existující
- Arcibiskupství olomoucké[3]
- Arcibiskupství pražské[4]
- Biskupství brněnské[5]
- Biskupství českobudějovické[6]
- Biskupství královéhradecké[7]
- Biskupství litoměřické[8]
- Biskupství ostravsko-opavské[9]
- Biskupství plzeňské[10]

#### Zaniklá a titulární
- Biskupství litomyšlské

### Pravoslavná církev
- Eparchie pražská
- Eparchie olomoucko-brněnská